# Crónicas de Rutshire
Las Crónicas de Rutshire es una serie de novelas románticas de Jilly Cooper. Las historias cuentan historias de familias de clase alta principalmente británicas, así como de la multitud de saltos y polo, en numerosos escenarios diferentes con carga sexual, a menudo mezclados con adulterio, hijos ilegítimos, escándalo y, a veces, muerte. Están vinculados por varios personajes secundarios, principalmente Rupert Campbell-Black, y están ambientados en el condado inglés ficticio de Rutshire.
Algunos de estos personajes, a saber, Campbell-Black y numerosos personajes asociados con él, también aparecen en la novela Pandora de Cooper, aunque no es parte de la serie. Los Campbell-Black, Lloyd-Foxes, France-Lynches y otras familias de las Crónicas de Rutshire también aparecen en Wicked! (2006). Los cuentos están organizados en orden cronológico; sin embargo, pueden leerse como novelas independientes.
En años más recientes, sus Crónicas de Rutshire han sido objeto de críticas por sus representaciones anticuadas y problemáticas de la raza, la homosexualidad, los roles de género y el consentimiento sexual.   
Los trabajos recientes de Cooper recibieron una variedad de respuestas de los críticos: The Guardian elogió «su habilidad casi mágica para evocar un mundo y poblarlo con personas por las que sientes un profundo afecto»  y The Express calificó a Jump! como una obra maestra. «una de sus novelas más cautivadoras hasta el momento». 

## Las crónicas de Rutshire
1. Riders (1986)
2. Rivals (1988; also known as Players[cita requerida])
3. Polo (1991)
4. The Man Who Made Husbands Jealous (1993)
5. Appassionata (1996)
6. Score! (1999)
7. Pandora (2002)
8. Wicked! (2006)
9. Jump! (2010)
10. Mount! (2016)
11. Tackle! (2023)

## Personajes
- Rupert Campbell-Black
- Agatha 'Taggie' Campbell-Black, de soltera O'Hara
- Marcus y Tabitha Campbell-Black
- Basilio Baddingham
- Billy Lloyd-Foxe
- Janie Lloyd-Foxe
- Declan O'Hara
- Ricky France-Lynch
- Cameron Cook
- Lisandro Hawkley
- Flora Seymour
- Roberto Rannaldini
- Dama Hermione Harefield
- Cosmo Rannaldini
- Anthea Belvedon
- Dora Belvedón
- Helen Hawkley, de soltera McCauley (anteriormente Helen Campbell-Black, Gordon, Rannaldini)
- Etta Bancroft
- Ámbar Lloyd-Foxe
- Valente Edwards